# Xerraire caranegre
El xerraire caranegre (Trochalopteron affine) és un ocell de la família dels leiotríquids (Leiothrichidae).

## Hàbitat i distribució
Habita el sotabosc de boscos de coníferes i rododendres, boscos mixtos, matolls i bambú, a l'Himàlaia, al nord-est de l'Índia des de l'oest de Nepal cap a l'est fins Arunachal Pradesh, nord-est de Myanmar, sud-est del Tibet, sud i sud-oest de la Xina a Szechwan i nord-oest de Yunnan i nord del Vietnam al nord-oest de Tonquín.